# 카스트르 (엔주)

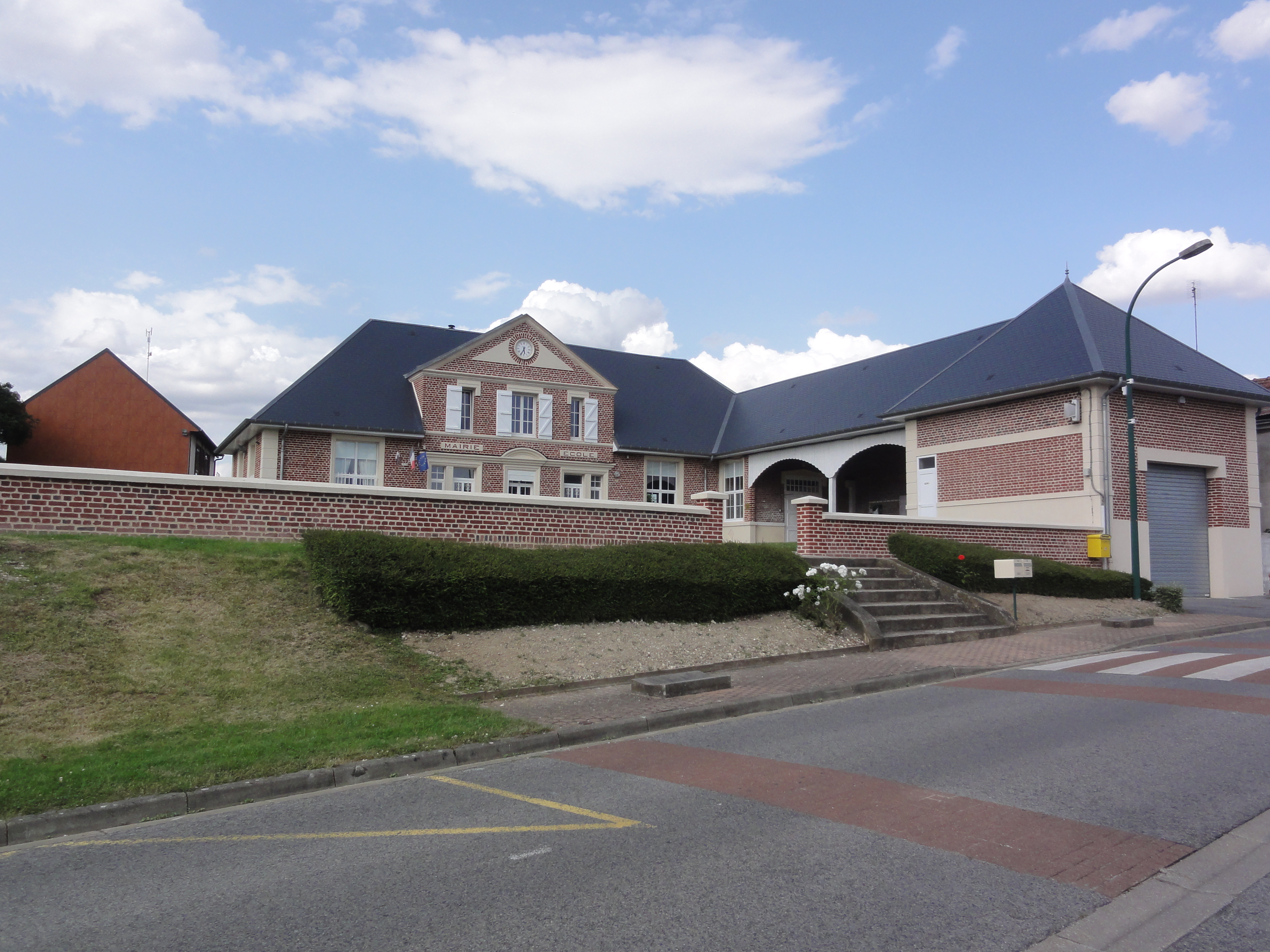

카스트르(프랑스어: Castres)는 프랑스 북부 피카르디 엔주에 위치한 코뮌으로 면적은 5.71km2, 인구는 224명(2008년 기준), 인구 밀도는 39명/km2이다.

## 인구
| 연도 | 인구 | ±%     |
| ---- | ---- | ------ |
| 1962 | 197  | —      |
| 1968 | 183  | −7.1%  |
| 1975 | 170  | −7.1%  |
| 1982 | 141  | −17.1% |
| 1990 | 156  | +10.6% |
| 1999 | 164  | +5.1%  |
| 2008 | 224  | +36.6% |

## 같이 보기
- 엔주의 코뮌 목록